# St. Nikolaus (Veurne)

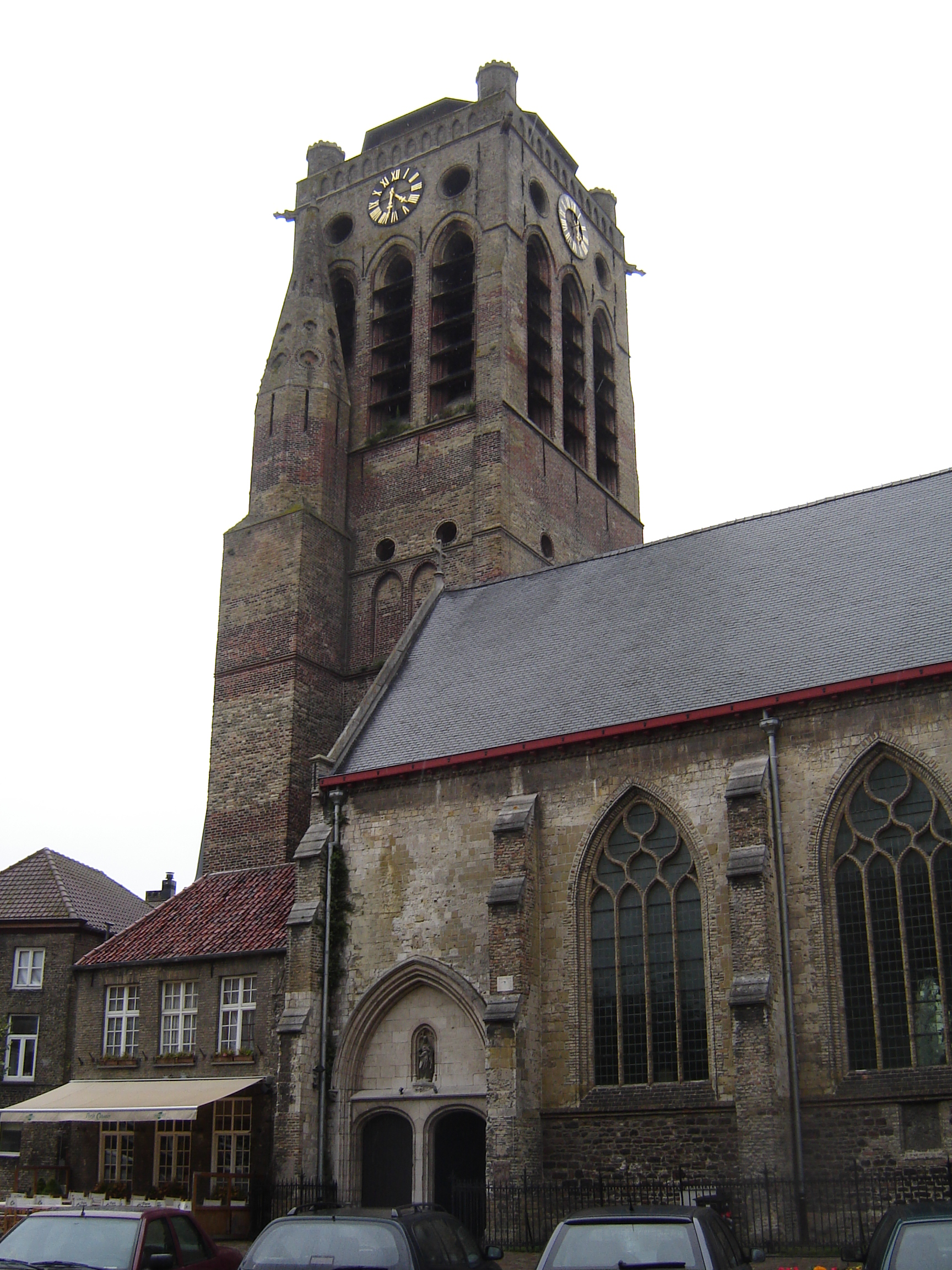
St. Nikolaus in Veurne

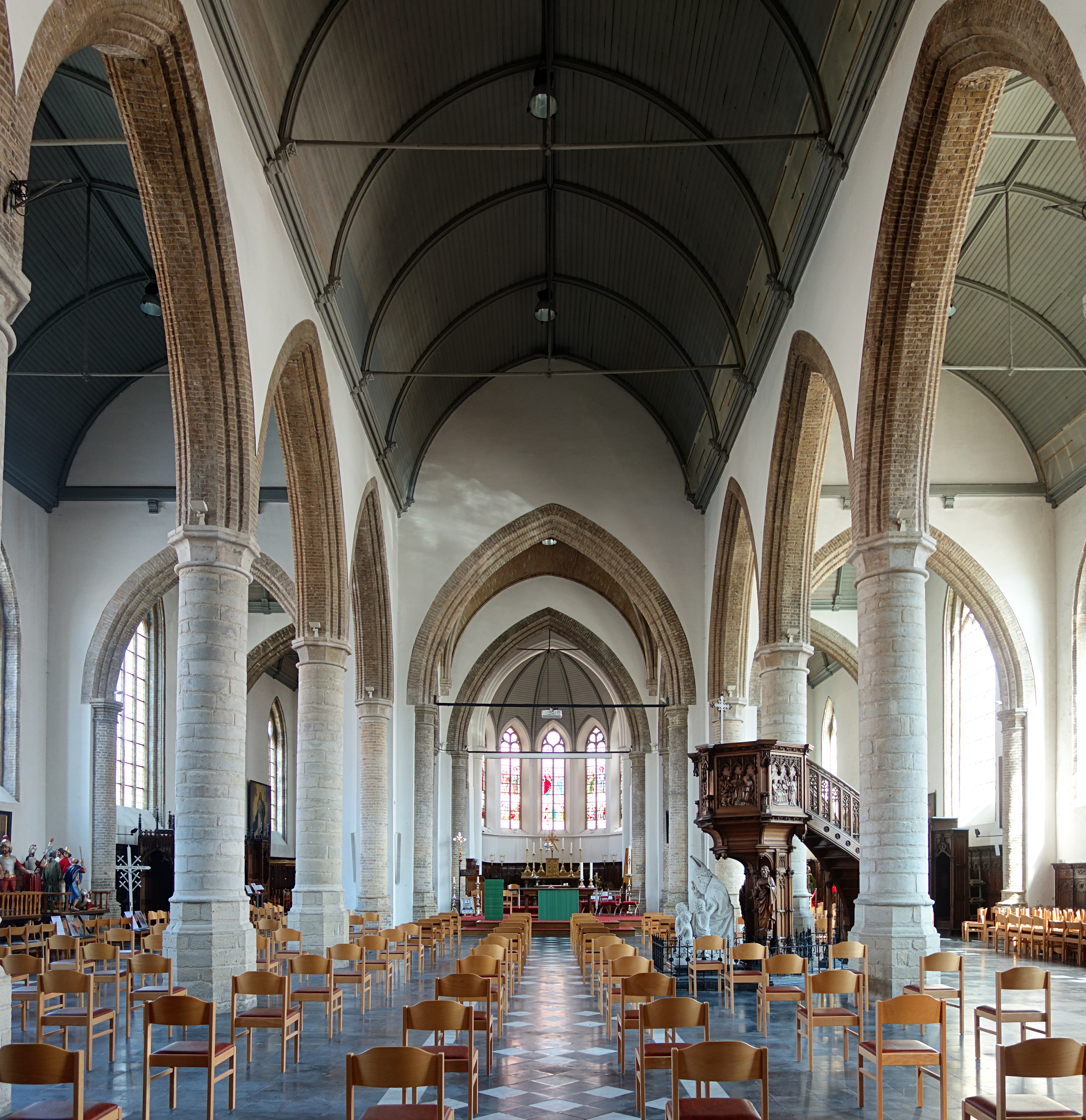
Blick zum Chor

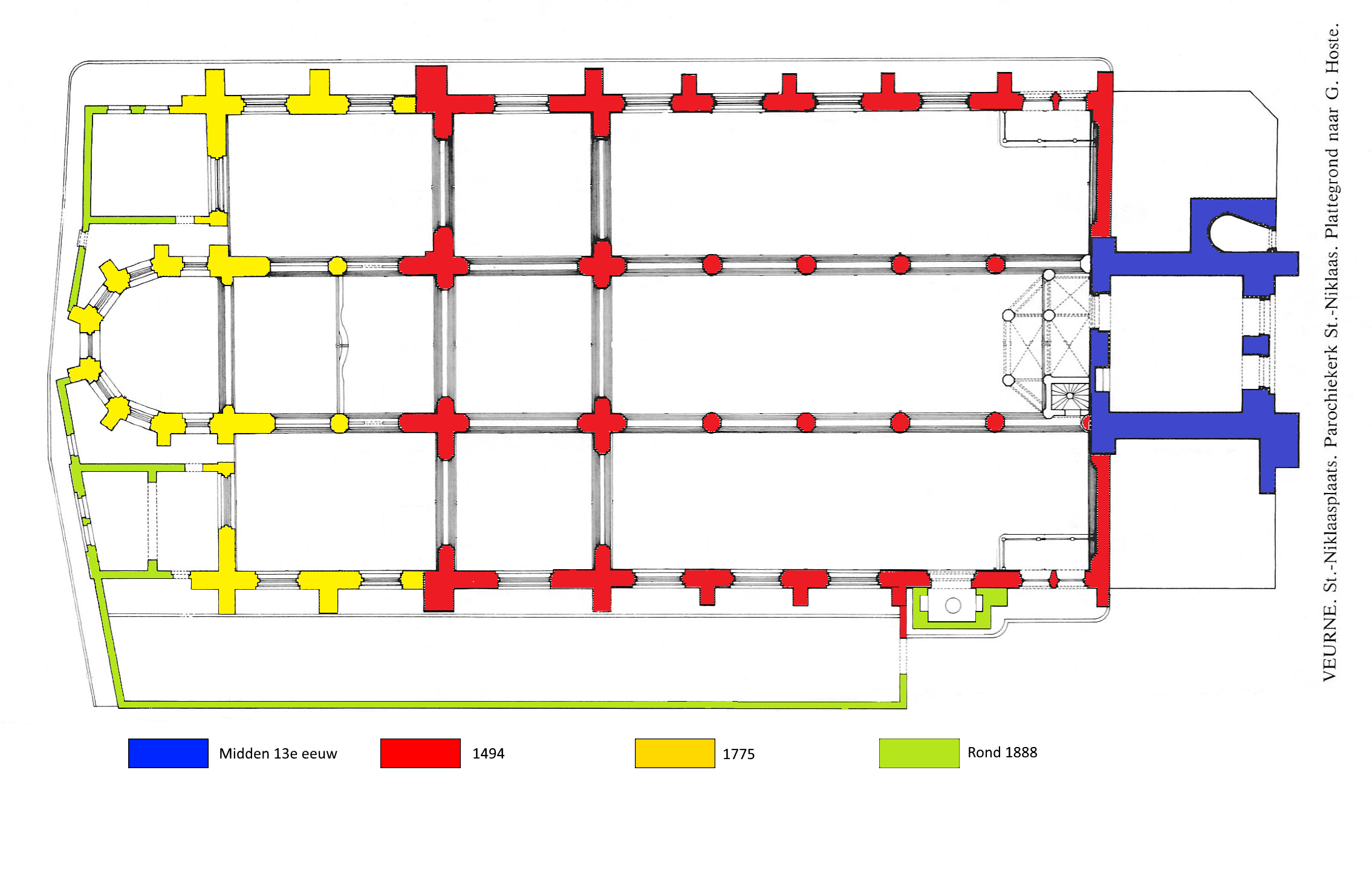
Grundriss

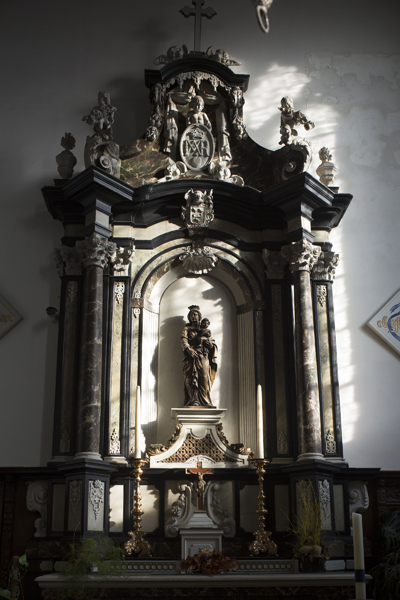
Seitenaltar im Südschiff

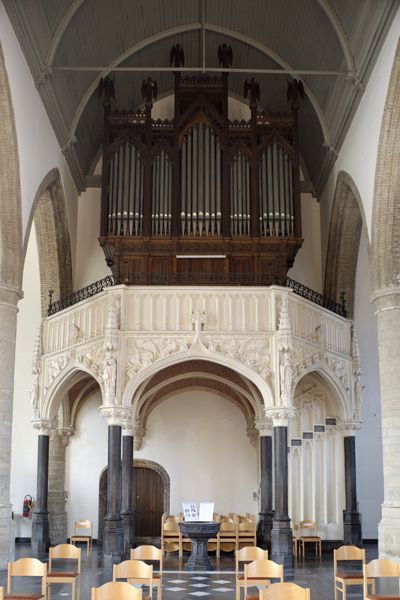
Orgel

Die römisch-katholische Kirche St. Nikolaus (niederländisch Sint-Niklaaskerk) ist eine gotische Hallenkirche in Veurne in der belgischen Provinz Westflandern. Sie steht unter Denkmalschutz.
Die Kirche steht zwischen Appelmarkt (Nordseite), Sint-Niklaasplein (Südseite) und Kaatsspelplaats (Westseite) und wird durch den dominierenden Westturm geprägt; die benachbarten Häuser grenzen an die Seitenschiffe (Sint-Niklaasplein, ohne Nummer, und Appelmarkt, Nummer 1). Die teilweise überbaute nördliche Seitenschiffsfassade grenzt an die rückwärtigen Grundstücke an der Südseite der Ooststraat. Früher war der Kirchhof im Osten und Norden von der Cortegracht oder Kerkegracht umgeben.

## Geschichte
Die älteste Erwähnung geht auf das Jahr 1120 zurück. Bis zur Französischen Revolution wurde die Kirche von den Mönchen der Abtei St. Nikolaus betreut.
Der heutige Grundriss zeigt einen Westturm aus dem 13. Jahrhundert mit Oberteil vom Anfang des 14. Jahrhunderts (erkennbar am kleineren Backsteinformat), ein dreischiffiges, fünfjochiges Langhaus, das unmittelbar nach dem Abbruch des ursprünglichen Querhauses 1494 (das Ende des 14. Jahrhunderts erbaut worden war) errichtet wurde; ferner einen Mittelchor, der um 1775 nach Osten verlängert wurde, und zwei Seitenchöre von je zwei geraden Jochen mit fünfseitigem und flachem Ostabschluss; die südliche Sakristei und der nördliche Lagerraum wurden vermutlich nach Entwurf des Architekten G. Hoste (Tielt) von 1888 erbaut.
Im Jahr 1841 wurde eine neue Turmspitze erbaut, die jedoch um 1866 wieder abgetragen wurde. Renovierungsarbeiten erfolgten 1960, wobei Kriegsschäden an den Gewölben und den Dächern in den Jahren 1960–1962 und 1963–1965 unter der Leitung des Architekten L. Allaert (Kortrijk) beseitigt wurden. Restaurierungsarbeiten am Turm wurden in den Jahren 1891–1892 unter der Leitung des Architekten J. Vinck (Veurne) vorgenommen; ferner 1975 und in den folgenden Jahren unter der Leitung des Architekten G. Verschave (Brügge).

## Architektur
Die Kirche ist ein Backsteinbauwerk unter Verwendung von Eisensandstein für den Unterbau des südlichen Seitenschiffs, Kalkstein für Schichten im Wechsel mit Backstein an der Fassade des nördlichen Seitenschiffs und des südlichen Querschiffs, für den Hauptteil der Fassade des südlichen Seitenschiffs und für den oberen Teil des Westportals sowie Tournai-Stein für den Unterbau des letzteren. Ein durchbrochener achteckiger Dachreiter mit Laterne bekrönt die Vierung.
Der mächtige Westturm ist als Giebelturm nach dem typischen Schema der Küstenregion gestaltet, vergleichbar mit den Kirchen in Damme und Lissewege. Er hat einen rechteckigen Grundriss mit vier Stockwerken, die durch Gesimse gekennzeichnet sind. Abgestufte Eckstrebepfeiler stützen den Turm; an der Südwestecke steht stattdessen ein quadratischer Treppenturm mit achteckigem Aufbau und gemauerter, achteckiger Turmspitze. Das verwitterte Westportal aus der Mitte des 13. Jahrhunderts ist unter einem gemauerten Vorbau mit Giebeldach angeordnet. Das rechteckige Portal unter schwerem Türsturz wird gestützt von einem Mittelpfeiler und zwei Seitenpfeilern, alle aus Tournai-Stein. Eine schmale Nische ist mit aufwändigen Archivolten aus Kalkstein auf Dreiviertelsäulen mit Tournai-Knospenkapitellen gestaltet; die Arkaden sind mit Darstellungen der Vierundzwanzig Ältesten der Apokalypse versehen, unter einem vorkragenden Gesims mit Blattwerk; der Rest des Baldachins befindet sich im Bogenfeld. Oben sind verwitterte Überreste von drei Statuen erhalten, die Christus beim Jüngsten Gericht zwischen der knienden Madonna und dem Heiligen Johannes darstellen. Die weiteren Turmgeschosse sind mit blinden Rundfenstern, zwischen denen sich auf der Westseite eine Rundbogennische befindet (im zweiten Stockwerk), verziert sowie mit Rundfenstern, Spitzbogennischen und Galerien (im dritten und vierten Stockwerk). Die Brüstung ist mit Spitzbogenarkaden und polygonalen Ecktürmchen verziert.
An die Seitenschiffe sind an der Westwand zweistöckige Häuser angebaut. Nord- und Südfassade werden von abgestuften Strebepfeilern eingerahmt und von vierbahnigen Spitzbogenfenstern mit Fischblasenmotiv in viereckigem Rahmen auf Fase erhellt. Je eine Nord- und Südvorhalle sind im westlichsten Joch angebaut; zwei miteinander verbundene Rundbogentüren sind mit Spitzbogen und Inschrift im Architrav, mit kunstvollen Archivolten, Gesimsen und Spitzbogennische mit Herz-Jesu-Statue im Bogenfeld verziert. Östlich des Südportals befindet sich eine kleine Sonnenuhr über der ersten Abstufung des Strebepfeilers.
Die Querhausgiebel sind mit Traufe, Aufsätzen und analogem Spitzbogenfenster gestaltet. Der fünfseitige Chor wird flankiert von Strebepfeilern mit drei Stufen und von gleichartigen zweibahnigen Spitzbogenfenstern erhellt; zwei flankierende Giebel der Seitenchöre sind mit Dach, Aufsätzen, großer Spitzbogennische und rechtwinklig angrenzender Südsakristei und Lagerraum im Norden versehen.
Ursprünglich gab es einen gewölbten Turmunterbau, was an erhaltenen Konsolen und Gewölbediensten erkennbar ist; Kalksteinmauerabschnitte in der West- und vor allem in der Nordwand mit erhaltenen Spitzbogennischen verweisen auf den ältesten Turmunterbau, der ursprünglich aus Kalkstein bestand und später in einen Backsteinblock eingebaut wurde.
Die Hallenkirche ist mit weiß getünchtem (1969–1970) Innenraum gestaltet; das Innere wurde 1780 vollständig umgebaut. Der Innenraum wird von Arkaden aus Backstein auf Natursteinsäulen mit achteckigem Sockel und Kapitellen gegliedert; die Vierungspfeiler sind mit halbkreisförmigen Backsteinsäulen verstärkt; im Chor sind freistehende Chorpfeiler mit Knospenkapitellen. Längsgerichtete hölzerne Tonnengewölbe auf Diensten decken das Innere; ein fünfteiliges hölzernes Kreuzrippengewölbe überspannt den Hauptchor. In der Südwand des südlichen Seitenchors ist eine Rundbogennische in gemauertem Rechteckrahmen mit kannelierten Pilastern unter Gesims mit der Datierung 1637–1935 eingelassen. Sie enthält einen hölzernen Kalvarienberg, der um 1640 von dem Prämonstratenser Jacobus Clou für die von ihm gegründete Kongregation des gekreuzigten Heilands gestiftet wurde.

## Ausstattung
Im Hauptchor befindet sich ein gemaltes Triptychon, das Jan van Amstel, aber auch Bernard van Orley zugeschrieben wird, aus dem Jahr 1534 mit der Darstellung des Kreuzestods Christi auf der mittleren Tafel, die Seitentafeln zeigen links den Besuch der Königin von Saba und rechts die Auffindung des wahren Kreuzes durch die heilige Helena; das geschlossene Triptychon zeigt links Jakobus der Große, rechts Kaiser Konstantin mit büßendem Sünder.
Im nördlichen Seitenschiff befindet sich das Martyrium des Heiligen Sebastian als Tafelgemälde von Vigor Bouquet, aus der Mitte des 17. Jahrhunderts. Im südlichen Seitenschiff ist die Anbetung der Heiligen Drei Könige und zwei kniende Ordensleute als Leinwandgemälde aus dem 17. Jahrhundert und die Heilung der Krüppel als Leinwandgemälde vom Ende des 17. Jahrhunderts zu sehen. An den Vierungspfeilern findet sich ein gemalter Kalvarienberg als Tafelgemälde, vermutlich aus dem 16. Jahrhundert.
Die Seitenaltäre aus der Barockzeit im Seitenchor sind auf 1741 datiert. Die Renaissance-Eichenholzvertäfelung in den Seitenschiffen ist auf die erste Hälfte des 17. Jahrhunderts datiert; die Neorenaissance-Vertäfelung im Seitenchor und im Chorgestühl wurde kopiert auf die Vertäfelung der Seitenschiffe und stammt ursprünglich aus der ersten Hälfte des 17. Jahrhunderts. Die Chorschranke aus Eichenholz sind aus dem 17. Jahrhundert. Die Glocke „’t Bomtje“, gegossen 1379, ist der einzige Rest des Glockenspiels, das während der Französischen Revolution gestohlen wurde.
Die Orgel ist ein Werk von Frederick Loncke aus dem Jahr 1898 mit 28 Registern auf drei Manualen und Pedal, das seitdem mehrfach restauriert wurde.